# Dries Hollanders
Dries Hollanders' (Heusden-Zolder, 31 juli 1986) is een voormalig Belgische wielrenner die tussen 2012 en 2016 reed voor het Nederlandse Metec-TKH Continental Cyclingteam. In 2016 stopte Hollanders met profwielrennen en geeft nu les in Campus Russelberg(Tessenderlo)

## Palmares

### Overwinningen
2010
- Memorial Philippe Van Coningsloo

2014
- 1e etappe Ronde van Tsjechië (ploegentijdrit)
- Ronde van Zuid-Holland